# Arquennes
Arquennes (Nederlands: Arkene) is een dorp in de Belgische provincie Henegouwen en een deelgemeente van de Waalse gemeente Seneffe. Arquennes was een zelfstandige gemeente tot die bij de gemeentelijke herindeling van 1977 toegevoegd werd aan de gemeente Seneffe. Het dorp ligt in de vallei van de Samme die in de 19e eeuw grotendeels gekanaliseerd werd bij de bouw van het Kanaal Charleroi-Brussel. Na de ingebruikname van het Hellend vlak van Ronquières en het aansluitende nieuwe kanaalpand in 1968 verdween de scheepvaart op de Samme.

## Bezienswaardigheden
- De Onze-Lieve-Vrouwekerk (Église Sainte-Vierge) is een gotisch kerkgebouw met een koor van 1500 en een schip van 1521-1522. In 1762-1764 werden de toren en de zijbeuken herbouwd.
- De Onze-Lieve-Vrouw-van-Goede-Raadkapel (Chapelle Notre-Dame de Bon Conseil) is een betreedbare kapel van 1628-1644, geklasseerd als historisch monument.
- De Onze-Lieve-Vrouw-van-de-berg-Karmelkerk (Chapelle Notre Dame du Mont Carmel) is een pijlerkapel van 1773, hersteld in 1840.

## Natuur en landschap
Arquennes ligt aan de Samme die hier tevens de oude bedding van het Kanaal Charleroi-Brussel vormt. Bij Arquennes liggen enkele bossen zoals het Bois de l'Hôpital, Bois d'Arpes en Bois de Petit-Roeulx. De hoogte aan de kerk bedraagt 101 meter.

## Demografische ontwikkeling
Opm:1831 t/m 1970=volkstellingen; 1976 =inwoneraantal op 31 december

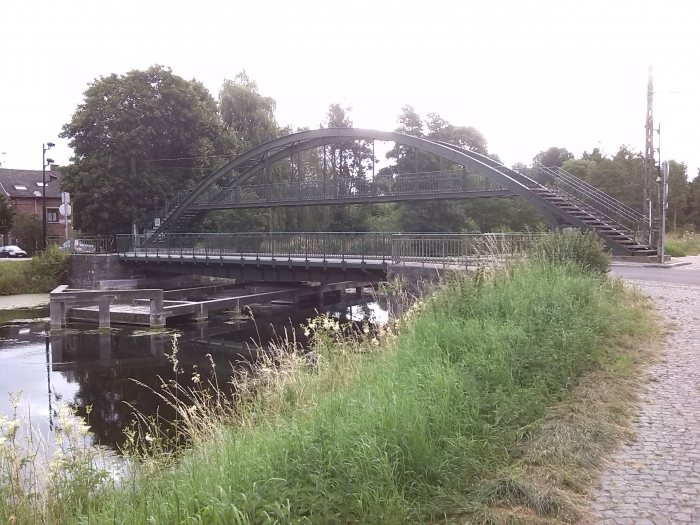
De oude draaibrug over de Samme te Arquennes

## Nabijgelegen kernen
Feluy, Petit-Roeulx-lez-Nivelles, Nijvel, Monstreux